# 1992年果敢內戰
1992年果敢內戰，又稱楊茂良反彭兵變，是指1992年在果敢發生，歷時六個月，緬甸民族民主同盟軍的彭家聲與楊茂良兩勢力之間發生軍事衝突。雙方相持不下，直到1993年初楊部向佤邦求援。佤邦聯合軍介入後，彭家聲敗走，果敢政局由楊茂良兄弟主政。

## 背景
1989年3月11日，緬甸共產黨人民军内部发生兵变。彭家聲领导的东北军区果敢及勐古驻军宣佈脫離緬甸共產黨，改组为緬甸民族民主同盟軍，并與緬甸軍政府達成停戰協議，导致缅共人民军的彻底分裂。兵变发生后，缅共中央命两名佤邦的政治局候补委员——北佤（今勐冒县）县长兼122旅旅长赵尼来和东北军区副司令鲍有祥立即出兵前往镇压，佤邦/东北军区方面虽碍于当时的周边形势无法直接出兵果敢，但仍于3月18日出动两个连将彭家声位于勐波县贺岛的家查抄，以示其将彭部兵变视为叛乱的立场。4月17日，以德钦巴登顶为首的缅共时任中央领导集团被东北军区方面撤换。
作为缅共的主要继承者，佤邦无法容忍彭部背叛组织和分化军队另立山头的行为，因而与之结下组织分裂之怨，将缅甸民族民主同盟军视为叛军，且原缅共时期的最大两个援助国——中国和越南方面亦对此事极为不满，佤邦甚至为此对彭家声发出“逮捕叛徒”的通缉令；而早在1978年中越交恶后倒向越南开始，缅共就已走上贩毒之路，并应当时黎笋政府的要求与越南方面进行鸦片交易及传授罂粟种植技术，以换取越南方面的军援。在此期间，以彭家声为首的东北军区果敢和勐古驻军成为缅共内部首个开展毒品贸易的单位。而随着自己的毒品生意规模不断扩大，彭家声与缅共的敌人——有中華民國國軍泰缅孤军背景的毒枭坤沙为首的蒙泰军关系越发密切（彭家声与坤沙为旧识，二人均出身自泰缅孤军开办的军事训练班），加之与彭家声为亲戚关系的原人民军815军区吴再林（林明贤）部因地理条件等因素也与坤沙方面有所来往，从而对仍然与坤沙为敌的佤邦方面构成直接威胁（佤邦接手的前缅共171军区在彭家声发动兵变后的1989年5月初遭坤沙所部吞并，于1990年开始向坤沙方面还击，双方由此正式开战）；且彭家声本人已因毒品走私和通过坤沙方面勾连中華民國等行为遭到中国政府通缉，从而与佤邦背靠中国生存的原则背道而驰，彼时另一个缅共时期的援助国越南亦于1992年在宪法中宣布全面禁毒（佤邦因中国对其提出必须禁毒的要求而决心解决缅共时期所遗留的毒品问题，并在中国和越南支持下与亲中華民國的坤沙蒙泰军作战）。以上三大因素成为佤邦决意伺机推翻彭家声政权的主要原因。
不同于其他缅共辖区在中国方面的交涉下开始陆续逐步采取措施禁种罂粟（如815吴再林部于1991年及克钦邦101丁英部于1992年即宣布开展禁毒计划，其中吴再林部完成禁毒仅用六年时间），由于彭家声等人为缅共内部最早和最大的贩毒者，为保护其既得利益，缅甸民族民主同盟军所辖的果敢和勐古地区仍坚持延续缅共自1978年以来奉行的“以毒养军”政策。从1989年至1993年初，其毒品问题的严重程度日益超过缅共时期，例如从缅甸民族民主同盟军继承自缅共时期的“特货贸易公司”处收购高纯度海洛因成品750克以上，即赠送一枚苏制M46手榴弹；在同盟军内部，士兵每人每天供应3克海洛因等。在此期间，云南警方在芒卡、清水河、南伞等口岸检查站共查获海洛因2000公斤。中国政府由此加紧对彭家声的通缉，促使佤邦决定尽快对果敢采取军事行动。
由于东北军区时期的内讧传统、毒品贸易的利益驱使以及彭氏家族统治，缅甸民族民主同盟军自叛离缅共以来，其内部始终派系林立，整体结构较为松散和混乱，无法稳定军心和安定民心，加之彭家声几乎将所有重要领导岗位全部安排给果敢本地派系，使原知青志愿兵等外来派系严重不满，例如原本受彭家声重用的杨茂良部因与彭家声之子彭德仁不和，被彭部逐渐架空。此外由于自身早已遭中国政府和佤邦方面通缉，彭家声面临的外部环境亦十分恶劣。

## 过程
1992年11月，緬甸民族民主同盟軍发生内讧。不满毒品贸易所得分配不均的同盟军副司令兼912师师长杨茂良和与佤邦关系密切的893师师长岩恩（李德华）起兵与彭家声对峙。双方发生大小战斗十余次，皆没有取胜的更大把握。此次内乱一直持续至1993年初，杨茂良及其兄弟杨茂安、杨茂贤亲赴佤邦游说，表明愿配合佤邦应中国方面的要求颁布的禁毒政策，佤邦方面求之不得，即刻宣布支持杨茂良一方取代彭家声主政果敢的地位。此外，同盟军的另一副司令兼掸邦第一特区公安局局长魏超仁亦率部倒向杨茂良一方。

## 结局
1993年5月，佤邦以讨伐叛徒的名义宣布出兵果敢。1500余名佤邦联合军士兵北上进攻清水河口岸，很快拿下果敢首府老街，扶持杨茂良取代彭家声主政果敢地区。彭家声则被逼出逃前往其女婿吴再林所部首府勐拉避难。彭家声的垮台使坤沙蒙泰军失去了可从北部夹击佤邦的潜在盟友，并在佤邦集中力量打击下逐渐走向末路。